# Sevdalin Marinov
Sevdalin Iliyanov Marinov –en búlgaro, Севдалин Илиянов Маринов– (Asenovgrad, 11 de junio de 1968) es un deportista búlgaro que compitió en halterofilia.
Participó en los Juegos Olímpicos de Seúl 1988, obteniendo una medalla de oro en la categoría de 52 kg. Ganó tres medallas de oro en el Campeonato Mundial de Halterofilia entre los años 1985 y 1987, y seis medallas en el Campeonato Europeo de Halterofilia entre los años 1985 y 1990.

## Palmarés internacional
| Juegos Olímpicos   | Juegos Olímpicos         | Juegos Olímpicos | Juegos Olímpicos |
| Año                | Lugar                    | Medalla          | Categoría        |
| ------------------ | ------------------------ | ---------------- | ---------------- |
| 1988               | Seúl (Corea del Sur)     | Medalla de oro   | 52 kg            |
| Campeonato Mundial |                          |                  |                  |
| Año                | Lugar                    | Medalla          | Categoría        |
| 1985               | Södertälje (Suecia)      | Medalla de oro   | 52 kg            |
| 1986               | Sofía (Bulgaria)         | Medalla de oro   | 52 kg            |
| 1987               | Ostrava (Checoslovaquia) | Medalla de oro   | 52 kg            |
| Campeonato Europeo |                          |                  |                  |
| Año                | Lugar                    | Medalla          | Categoría        |
| 1985               | Katowice (Polonia)       | Medalla de oro   | 52 kg            |
| 1986               | Karl-Marx-Stadt (RDA)    | Medalla de oro   | 52 kg            |
| 1987               | Reims (Francia)          | Medalla de oro   | 52 kg            |
| 1988               | Cardiff (Reino Unido)    | Medalla de oro   | 52 kg            |
| 1989               | Atenas (Grecia)          | Medalla de plata | 56 kg            |
| 1990               | Ålborg (Dinamarca)       | Medalla de oro   | 56 kg            |